# Goril·la
El goril·la (Gorilla) és un primat que actualment està en perill d'extinció. Pot atènyer 1,80 m d'alçada. Pesa fins a 275 kg. Són primats herbívors que habiten els boscos de l'Àfrica central. És el més gros dels primats vius. El seu ADN és en un 97%-98% igual a l'ésser humà i és el més proper a aquest després de les dues espècies de ximpanzé.

## Etimologia
El físic i missioner nord-americà Thomas Staughton Savage fou el primer a descriure el goril·la occidental, al que va anomenar Troglodytes gorilla, l'any 1847 a partir d'espècimens obtinguts de Libèria. El nom és derivat de la paraula grega γόριλλαι (górillai), que designava una «tribu de dones peludes», però també d'homes amb cua de cavall que, portant torxes, assaltaven els vaixells i torturaven i violaven les dones que els mariners els oferien, descrita per Hannó el Navegant.

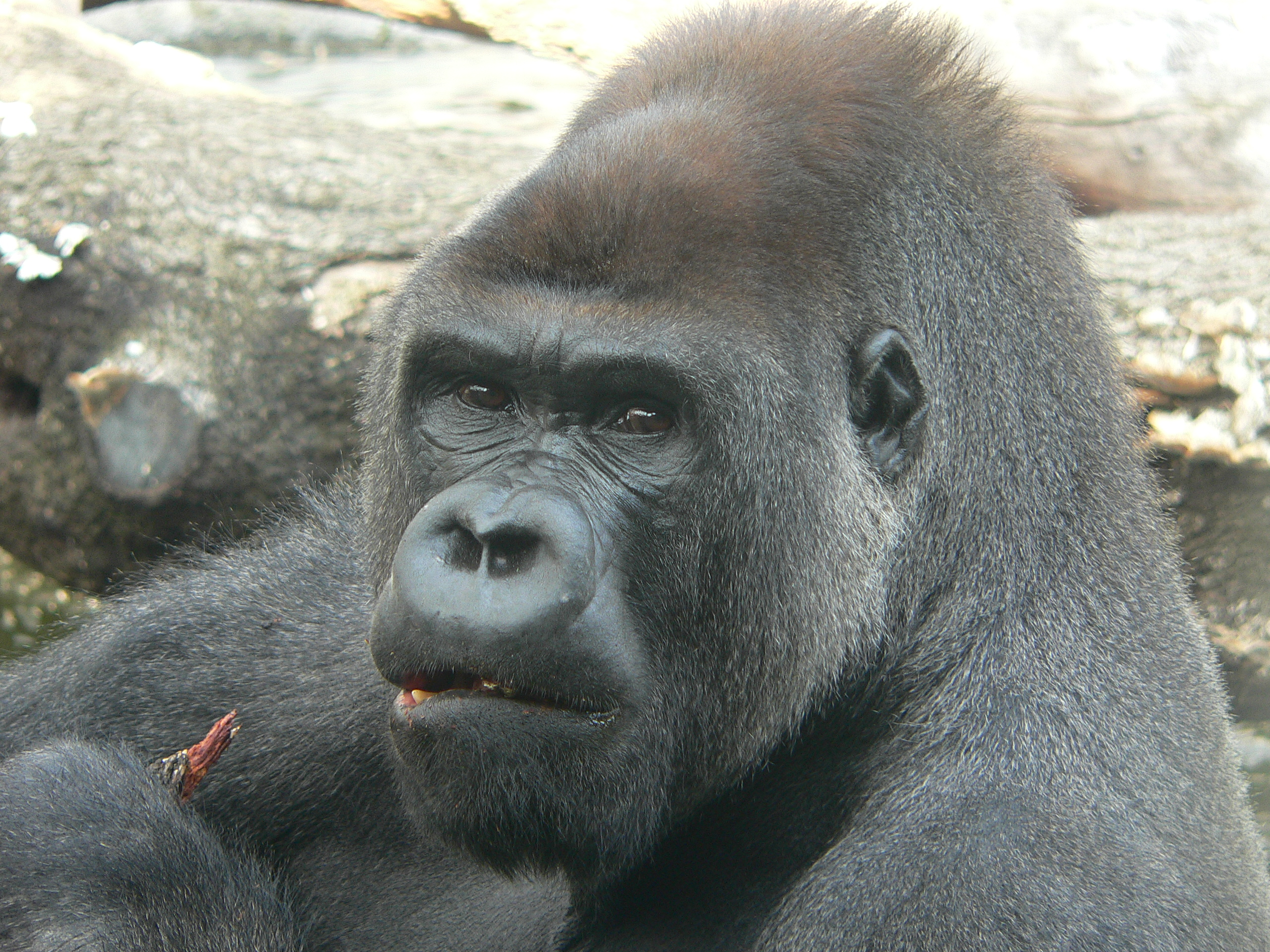
Goril·la

## Morfologia
Els goril·les es desplacen generalment de quatre grapes. Les seves extremitats anteriors són més allargades que les posteriors i s'assemblen a braços, encara que són utilitzades també com a punt de suport per caminar. Els mascles mesuren entre 1,65 i 1,75 m d'alçada, i pesen entre 140 i 200 kg. Les femelles pesen aproximadament la meitat que els mascles. Tanmateix, un goril·la obès en captivitat ha aconseguit arribar als 270 kg. L'estructura facial del goril·la es coneix com de «mandíbula protuberant», ja que la mandíbula és molt major que el maxil·lar.
La gestació dura 8 mesos i mig i normalment passen 3 o 4 anys entre naixements. Les cries viuen amb les seves mares 3 o 4 anys. Les femelles maduren quan tenen entre 10 i 12 anys (en captivitat, abans), els mascles entre els 11 i els 13. L'esperança de vida és de 30 a 50 anys. El goril·la Massa, del zoològic de Filadèlfia, té el rècord de longevitat: va morir als 54 anys.
Els goril·les són majoritàriament vegetarians, i mengen principalment fruites, fulles, brots, etc., si bé poden arribar a consumir alguns insectes, el que representa només de l'1 al 2 per cent de la seva dieta.
A més, tots els goril·les comparteixen el mateix tipus de sang (B) i, com els humans, cada goril·la té empremtes digitals úniques que l'identifiquen.

## Classificació

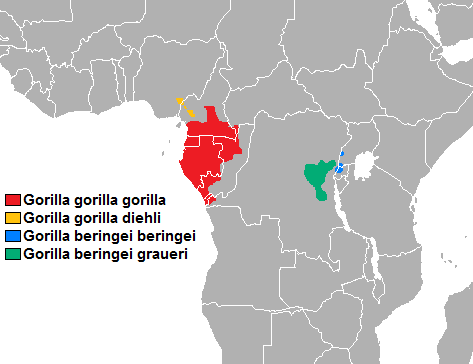
Distribució de les quatre subespècies de goril·la.

Fins fa poc, es considerava una única espècie de goril·la, amb tres subespècies: el goril·la occidental, el goril·la oriental i el goril·la de muntanya. Ara es considera que el goril·la està dividit en dues espècies, dividides al seu torn en dues subespècies cadascuna. Més recentment s'ha reclamat l'existència d'una tercera subespècie en un d'aquests grups.
Els científics continuen estudiant les relacions entre diferents formes de goril·les. A continuació apareixen segons la classificació que compta amb més consens científic, n'hi ha quatre subespècies:
- Goril·la occidental (Gorilla gorilla)
  - Goril·la de les planes occidental (Gorilla gorilla gorilla)
  - Goril·la del riu Cross (Gorilla gorilla diehli)
- Goril·la oriental (Gorilla beringei)
  - Goril·la de les planes oriental (Gorilla beringei graueri)
  - Goril·la de muntanya (Gorilla beringei beringei)

S'ha proposat una tercera subespècie de goril·la oriental, la qual no ha rebut una denominació llatina completa: és la població de goril·la de muntanya de Bwindi; aquesta forma és anomenada de vegades el «goril·la de Bwindi».

## Perill d'extinció
Els goril·les són un gènere en perill d'extinció, i les seves espècies han estat blanc de caçadors furtius durant molt de temps. Les amenaces a la supervivència dels goril·les inclouen la destrucció del seu hàbitat i la cacera. Aquesta última s'ha incrementat amb els conflictes armats en els països en què habita, i un creixent interès en zones afluents per les «carns exòtiques». La caça furtiva ha acabat gairebé amb els goril·les de muntanya, molt cotitzats per la seva carn i l'ús de parts del seu cos per a rituals o souvenirs. En queden menys de 650 exemplars en llibertat.

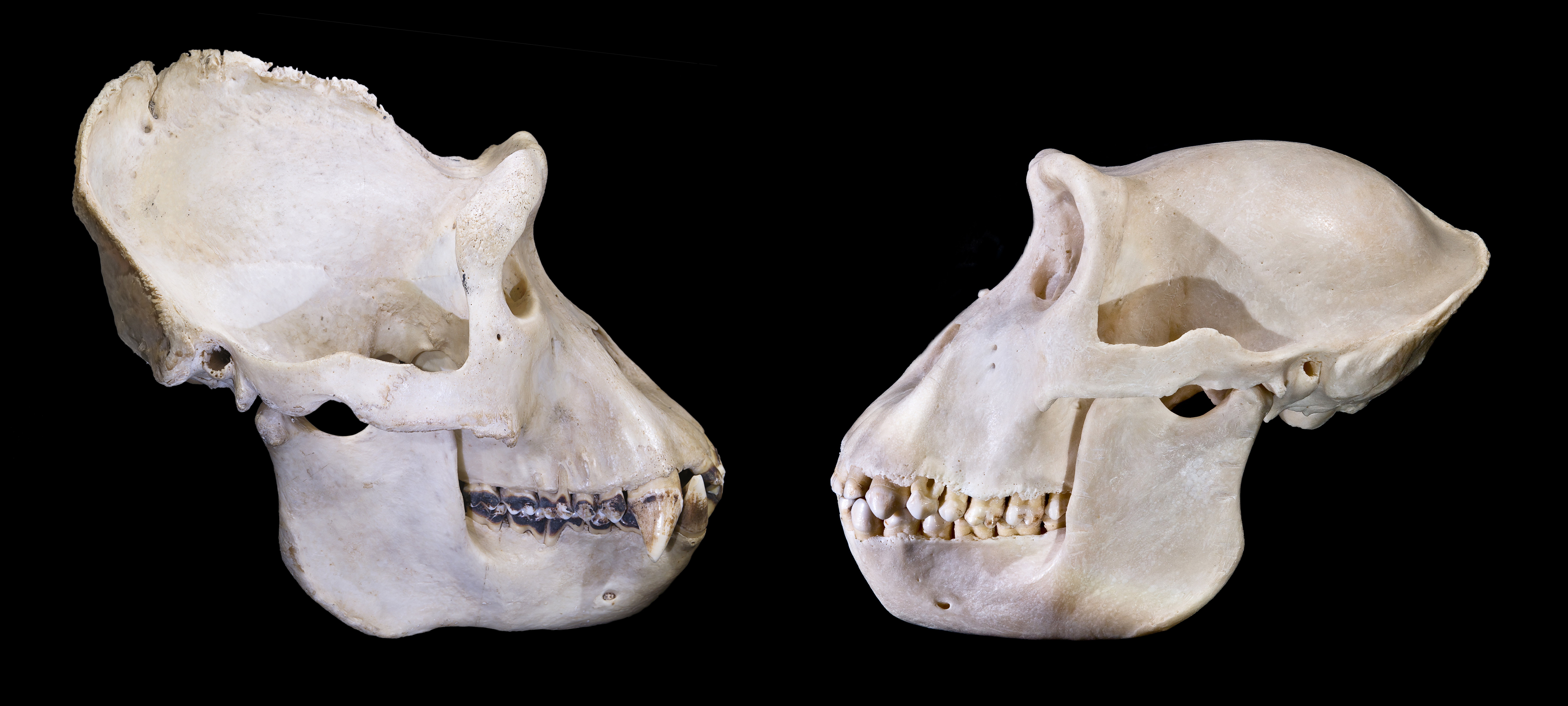
Dimorfisme sexual del crani

L'any 2004 una població de diversos centenars de goril·les del Parc Nacional Odzala (República del Congo) fou essencialment eliminada pel virus de l'ebola. L'any 2006 un estudi publicat a la revista Science indicava que més de 5.000 goril·les havien mort feia poc a causa del virus de l'ebola.
El Floquet de Neu ha estat l'únic cas conegut de goril·la albí que s'ha donat fins ara. Es calcula que va néixer cap a l'any 1964, i va morir a Barcelona l'any 2003.

## Comportament

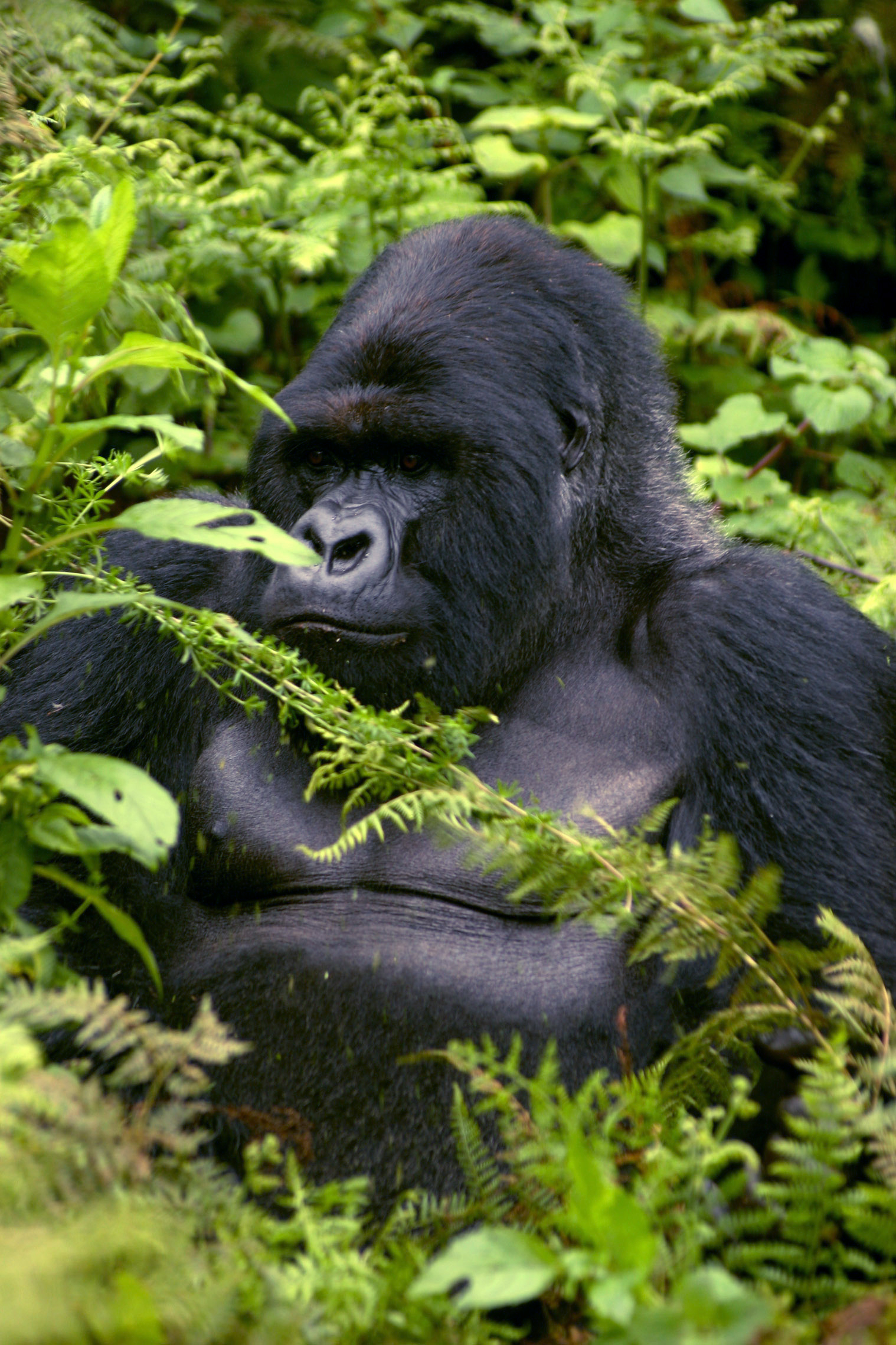
Goril·la de muntanya.

Un «esquena platejada» és un goril·la mascle adult, usualment major de 12 anys, i anomenat així per la distintiva taca de pèl platejat que té a l'esquena. Un «esquena platejada» té canins llargs que neixen amb la maduresa. Els «esquena negra» són mascles sexualment actius de fins a 11 anys. Els goril·les són polígams, i se'ls ha arribat a veure aparellant-se cara a cara.
Els «esquena platejada» són forts i dominants, dirigents de grups de 5 a 30 individus, i són el seu centre d'atenció, prenen totes les decisions, intervenen en conflictes, decideixen els moviments del grup, porten els altres a llocs on alimentar-se i prenen la responsabilitat de la seguretat i del benestar del grup.
El mascle jove comença lentament a abandonar el seu grup quan compleix els 11 anys, llavors, viatjarà sol o en companyia d'altres mascles durant un temps que va de 2 a 5 anys, abans de ser capaços d'atreure femelles i formar un nou grup per començar a criar. Mentre que les cries de goril·la romanen amb la seva mare durant 3 o 4 anys, els «esquena platejada» tenen cura dels orfes, encara que mai fins a l'extrem de carregar-los.
Si és desafiat per un mascle més jove o un foraster, un «esquena platejada» cridarà, es copejarà el pit, trencarà branques, ensenyarà les dents i llavors carregarà de front. Algunes vegades, un mascle jove pot rellevar un altre adult en el comandament. Si l'individu dominant mor per malaltia, per accident, lluitant o per la caça de furtius, el grup es dividirà, i els animals se n'aniran a la recerca d'un nou guia. Molt ocasionalment, un grup pot ser pres completament per un altre dirigent. Hi ha un alt risc que aquest nou mascle dominant mati les cries de l'anterior.

## Intel·ligència
Els goril·les són molt propers als humans i són considerats com altament intel·ligents. Alguns individus en captivitat, com Koko, han après un llenguatge de signes simplificat.

## Ús d'eines

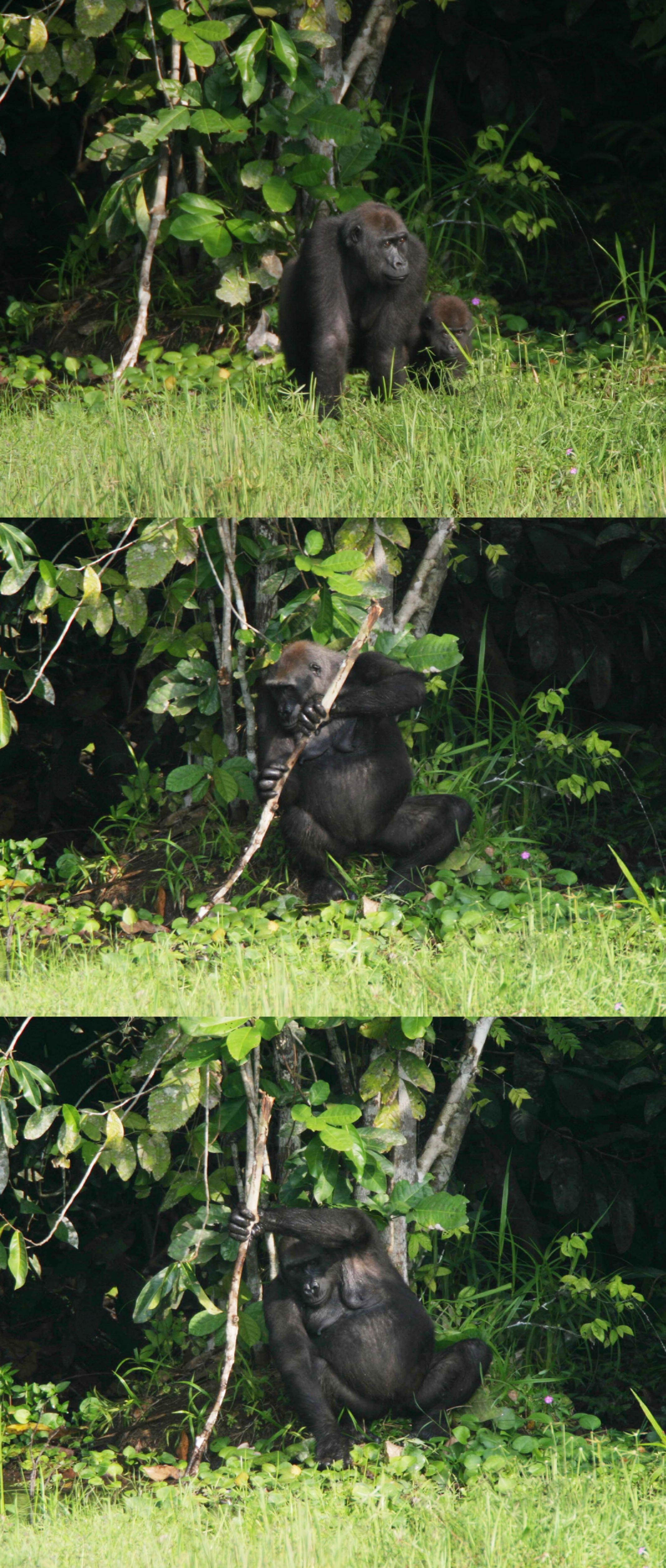
Femella de goril·la usant un tronc d'arbre com a eina de suport per pescar.

Les següents observacions han estat fetes per l'equip de Thomas Breuer, de la societat per la conservació de la vida salvatge (Wildlife Conservation Society), el setembre de l'any 2005:
Els goril·les són coneguts per usar eines en estat salvatge. Una femella de goril·la del Parc Nacional de Nouabalé-Ndoki (República del Congo) ha estat gravada usant un pal com si mesurés la profunditat de l'aigua d'un pantà abans de creuar-lo. Una segona femella ha estat vista usant un tronc d'arbre com a pont i també com a suport mentre pesca. Això suggereix que potser tots els antropomorfs es valen d'estris.
El setembre del 2005, un goril·la de dos anys i mig de la República del Congo fou descobert usant roques per trencar un coco en un santuari de caça. Aquesta fou la primera observació d'aquesta índole en un goril·la, però 40 anys abans els ximpanzés foren vistos usant eines en estat salvatge: és famosa la imatge de l'exemplar «pescant» tèrmits. És una llegenda comuna de les gents nadiues haver vist goril·les usant pals i roques per atacar depredadors o espantar a grans mamífers. Els antropomorfs estan dotats d'una mà de semiprecisió que, certament, els permet valer d'estris simples, que poden ser armes, com un garrot improvisat a partir d'una branca convenientment caiguda.